# Grutt- und Sunderbach
Das Gebiet Grutt- und Sunderbach ist ein 2006 durch das Regierungspräsidium Detmold ausgewiesenes Naturschutzgebiet (NSG-Nummer LIP–084) in der nordrhein-westfälischen Stadt Lage im Kreis Lippe in Deutschland.

## Lage
Die vier Teilflächen des insgesamt rund 20 Hektar großen Naturschutzgebiets Grutt- und Sunderbach gehören naturräumlich zum Lipper Bergland. Sie erstrecken sich entlang des Gruttbachs und seines Zuflusses, des Sunderbachs, rund zweieinhalb Kilometer westlich der Lagenser Innenstadt, zwischen den Ortsteilen Kachtenhausen im Südwesten, Wissentrup im Südosten und Ohrsen im Norden. Die Umgebung ist meist ackerbaulich intensiv genutzt und liegt in der Lößlehmlandschaft des flachwelligen Lipper Berglandes.

## Beschreibung
Das Schutzgebiet Grutt- und Sunderbach wird als ein „rund zweieinhalb Kilometer langer, überwiegend naturnaher Talabschnitt mit für lösslehmgeprägten Fließgewässern typisch kastenförmigem Querprofil, freigespülten eiszeitlichen Härtlingen (siehe Foto), artenreichen Ufergehölzen, Hochstaudenfluren, einem Kleingewässerverbund, Grünlandbrachen sowie Erlen- und Eschen-Auwäldern“ beschrieben. Die Ackernutzung reicht meist bis nahe an die Böschungsoberkante bzw. NSG-Grenze. Die steilen Uferböschungen sind nahezu vollständig mit dichten, artenreichen Ufergehölzen bestanden. Streckenweise befinden sich Hybridpappeln im Ufergehölz. Nördlich der Einmündung des Sunderbaches in den Gruttbach liegen mehrere Kleingewässer. Im Ufergehölz sind einige alte Kopfweiden enthalten. Südlich der Bahntrasse Bielefeld-Lage stehen am Bach von Erlen- und Eschen-Auwälder.

## Wert und Schutzzweck
Die LANUV dokumentierte zum Wert des Schutzgebietes: „Das Bachtal zeichnet sich durch wertvolle Elemente naturnaher Bachauen aus und ist wesentlicher Bestandteil im regionalen Biotopverbund aus einem verzweigten Talsystem mit zahlreichen zusammenhängenden oder benachbarten Talabschnitten innerhalb der von Ackerbau geprägten Lipper Hügellandschaft.“
Wesentlicher Schutzzweck ist die „Erhaltung, Entwicklung und Wiederherstellung eines naturnahen, typischen Sohl- und Kastentales mit naturnahem, ständig wasserführendem Bachlauf von lokaler Bedeutung in der naturräumlichen Einheit des Osning-Vorlandes als Lebensraum für seltene, gefährdete sowie landschafts raumtypische wildlebende Pflanzen und Tiere.“

## Lebensraum- und Biotoptypen
Im Schutzgebiet Grutt- und Sunderbach sind unter anderem die Lebensraum- und Biotoptypen „Auenwald“, „bachbegleitender Erlenwald“, „bachbegleitender Eschenwald“ sowie „Fließ-“ und „Stillgewässer“ beschrieben.

## Flora und Fauna

### Flora

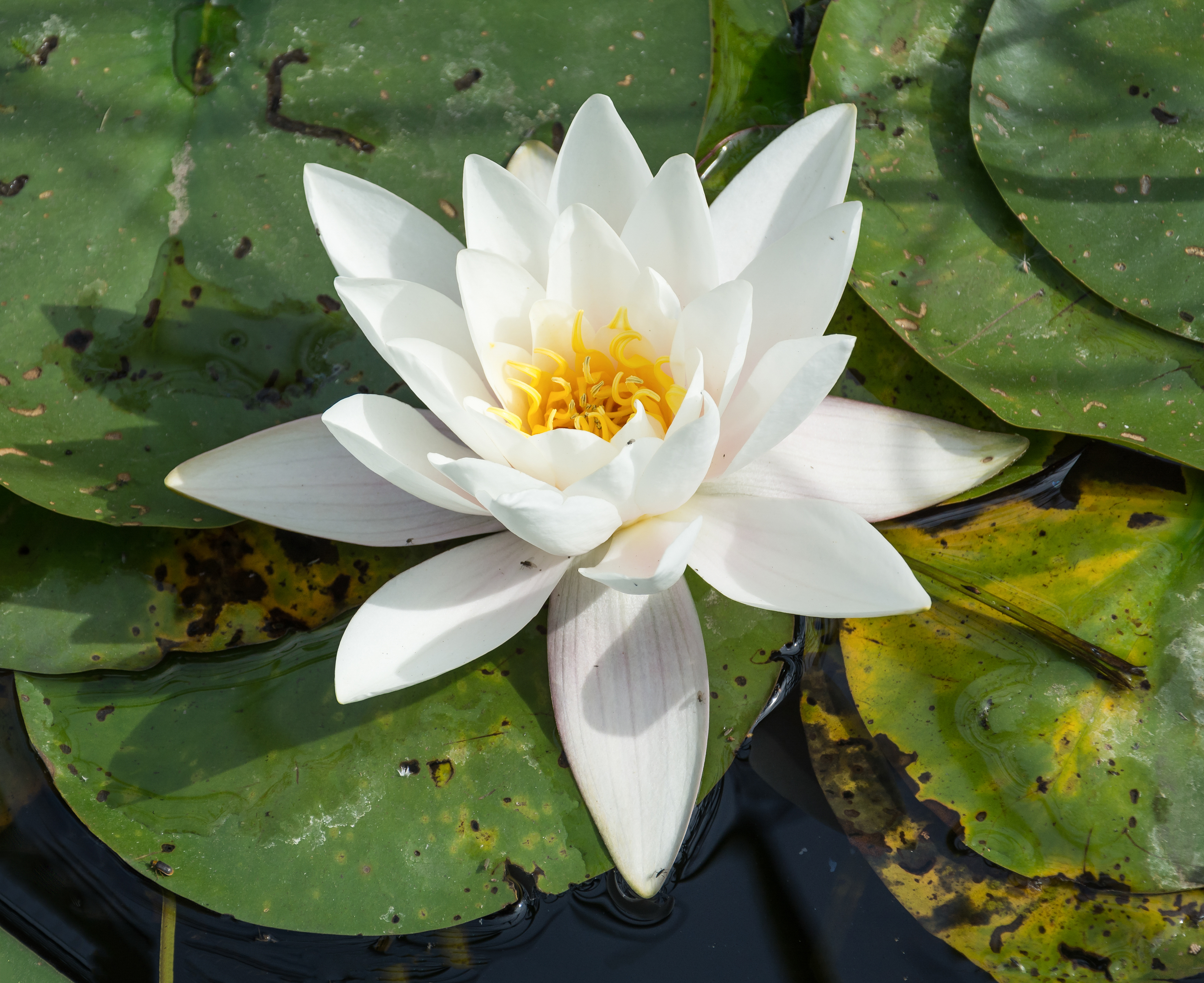
Weiße Seerose

Aus der schützenswerten Flora sind neben denen im Gebiet vorkommenden „Arten der Roten Liste der gefährdeten Pflanzen in Nordrhein-Westfalen“, unter anderem die Weiße Seerose, weitere Arten (Auswahl) zu nennen:
- Aufrechter Igelkolben
- Bitteres Schaumkraut
- Breitblättriger Rohrkolben
- Echte Nelkenwurz
- Flutender Schwaden
- Hain-Sternmiere
- Kleine Wasserlinse
- Rohr-Glanzgras
- Schwarz-Erle
- Schwarzer Holunder
- Wald-Zwenke
- Winkel-Segge

### Fauna

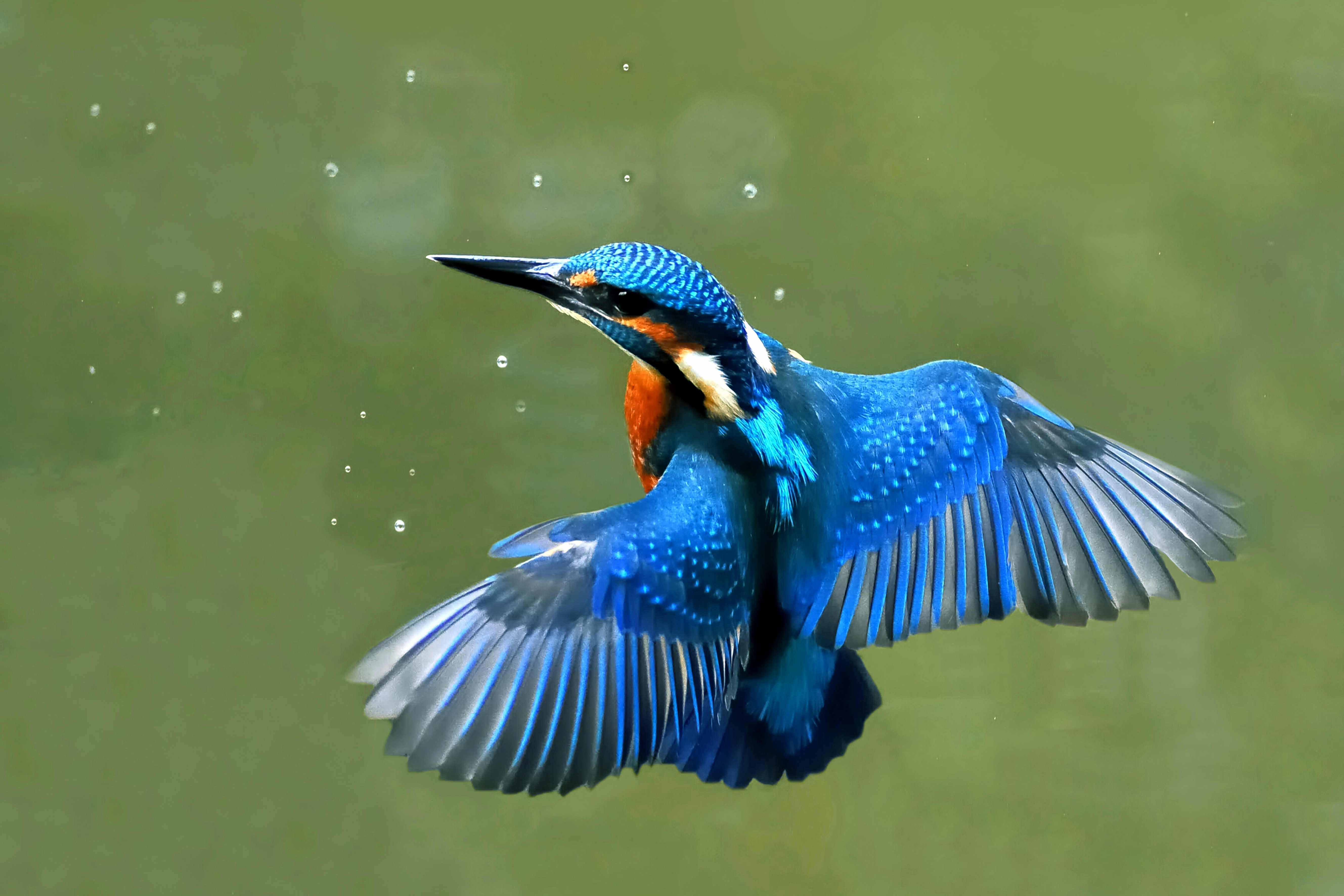
Eisvogel im Schwebflug

Aus der schützenswerten Fauna sind besonders die im Gebiet vorkommenden „Arten der Roten Liste der gefährdeten Tiere in Nordrhein-Westfalen“ und Tierarten nach FFH-Richtlinie zu nennen:
- Eisvogel
- Kammmolch
- Wasseramsel